# Rising Stars of Manga
Rising Stars of Manga (RSoM) fue una antología de cómics en inglés publicada por TOKYOPOP de 2002 a 2008, y un concurso realizado por la misma compañía. Originalmente era semestral, pero cambió a anual a partir del sexto volumen.
Cada volumen representaba los resultados de un concurso, en el que aspirantes a dibujantes de cómics de todo EE. UU. presentaban cada uno un cómic único de 15 a 20 páginas. El personal de Tokyopop selecciona la mejor entrada en cada categoría de género (comedia, acción, misterio, romance, drama, ciencia ficción, fantasía y terror) para publicar en la antología. Cada ganador recibió un premio de $1000. Además, se decidió un ganador de People's Choice entre unas 20 entradas mediante votos de espectadores en línea o usuarios del sitio web Toykopop. El ganador de People's Choice recibió $ 500 y también se publicó en la antología (aunque también se podría seleccionar un ganador de género como ganador de People's Choice). Antes de la séptima competencia RSoM (en 2007), el personal de TOKYOPOP eligió un ganador del gran premio, un segundo y un tercer premio, y ocho finalistas sin distinción de género.
El participante más joven en convertirse en finalista tenía 15 años y el más joven en ser publicado en la antología también tenía 15, y el mayor tenía 39. A los finalistas se les ofreció la oportunidad de presentar una propuesta para crear una serie de libros, que generalmente duran tres volúmenes. Otros finalistas han aprovechado la exposición proporcionada por el concurso en trabajos de manga/cómics en otras compañías.
Algunos de los ganadores hicieron que los primeros capítulos de sus cómics se publicaran en serie en los cómics dominicales de varios periódicos estadounidenses ( Peach Fuzz , Van Von Hunter y Mail Order Ninja ), a través de Universal Press Syndicate.
- Datos: Q7336151